# Listă de orașe din statul Rhode Island

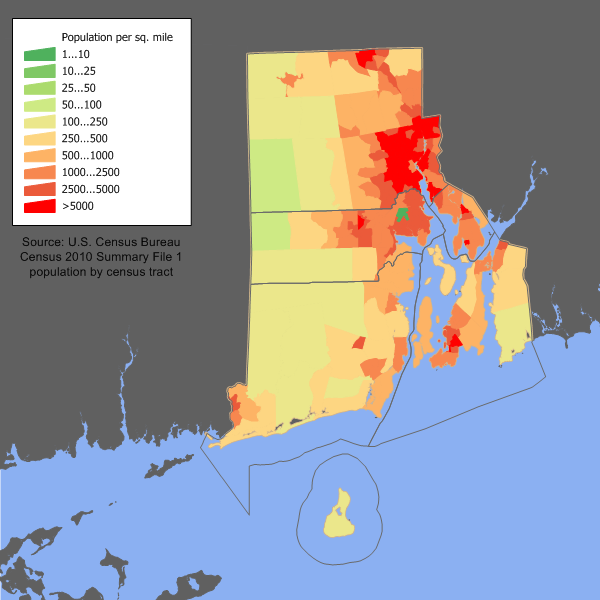
Harta densității populației statului din SUA.

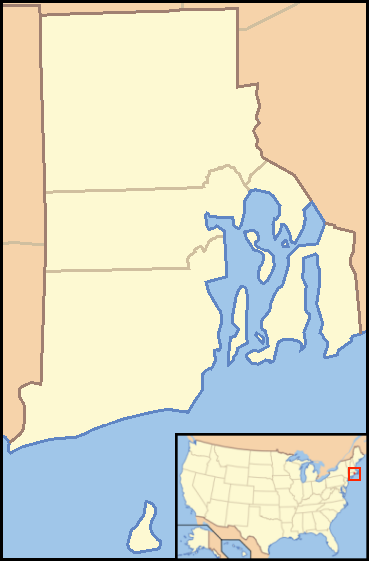
Harta statului din SUA.

- Această pagină este o listă alfabetică a orașelor din statul  Rhode Island din  Statele Unite ale Americii.
- Barrington
- Bristol
- Burrillville
- Central Falls
- Charlestown
- Coventry
- Cranston
- Cumberland
- East Greenwich
- East Providence
- Exeter
- Foster
- Glocester
- Hopkinton
- Jamestown
- Johnston
- Lincoln
- Little Compton
- Middletown
- Narragansett
- Newport
- New Shoreham pe Block Island)
- North Kingstown
- North Providence
- North Smithfield
- Pawtucket
- Portsmouth
- Providence
- Richmond
- Scituate
- Smithfield
- South Kingstown
- Tiverton
- Warren
- Warwick
- West Greenwich
- West Warwick
- Westerly
- Woonsocket